# Raz de Sein
El raz de Sein (del francés: Raz de Sein) es un paso marino situado entre la punta de Raz y la isla de Sein, en el departamento francés de Finisterre (Francia), en el extremo occidental de Bretaña. Es también el límite meridional del mar de Iroise. El paso marítimo está delimitado al este por el faro de la Vieille y la tourelle de la Plate, y al oeste por la Calzada de Sein (en francés: chaussée de Sein), una zona de altos fondos y arrecifes que bordean la isla de Sein y se estiran más allá del faro de Ar-Men. El faro de Tévennec marca el límite norte del Raz.
Es la ruta marítima más corta para los barcos que circulan entre el Canal de la Mancha y la costa atlántica de Bretaña, porque más al oeste la Calzada de Sein se estira sobre más de 30 millas náuticas cortando el paso y obligando a un largo desvío. Por razones de seguridad y a fin de minimizar los riesgos de contaminación, los grandes buques ya no están autorizados a circular por este estrecho.
El Raz de Sein es una zona de navegación muy peligrosa debido a la violenta corriente producida por las mareas que pueden alcanzar una velocidad de 6 nudos. Para cruzar el raz de Sein, las guías de navegación recomiendan esperar a la estoa, un corto lapso de tiempo entre el flujo y el reflujo de la marea en el que el mar permanece quieto y la corriente se anula. En el raz de Sein la estoa puede durar hasta media hora. Para bajar el estrecho de norte a sur, se aprovecha la estoa que precede la marea descendente, y para subir de sur a norte se aprovecha la estoa que precede la marea ascendiente.

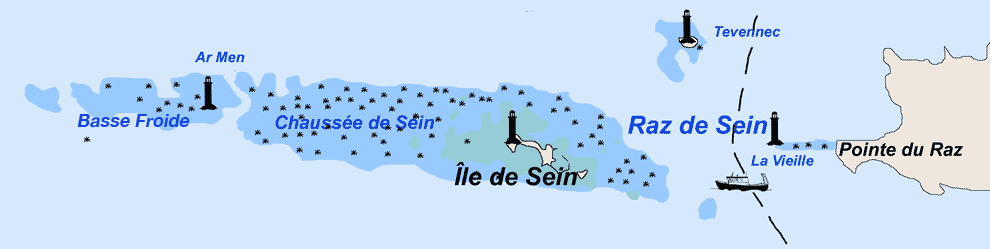
Mapa del paso marino

## Etimología
En francés, el término raz designa una violenta corriente marina que se manifiesta en un paso estrecho. Por extensión, se aplica al paso estrecho en el que discurren esas corrientes.